# 観興寺
観興寺（かんこうじ）は、香川県高松市にある真言宗御室派の寺院。本尊は不動明王。

## 歴史
地域の伝説によれば、昔仏像を背負ってこの近辺まで来た伊予国の河野という人が仏像に重さを感じ、ここへ捨てようとしたところ、仏像が「ホウデン、ホウデン」と言ったため、そのまま仏像をこの地に祀った。この伝説を基とした「宝殿」という地名が付近に残っている。
2010年、所蔵の阿弥陀如来立像が高松市の有形文化財に指定される。

## 文化財
高松市指定有形文化財
- 木造阿弥陀如来立像

平安時代末期の12世紀の作で、高さ99.2cm・肩幅25.4cm。平安末期に流行した定朝様の特徴を色濃く残している。2010年指定。

## 交通アクセス
- ことでん琴平線栗林公園駅：徒歩15分
- ことでんバス室北口バス停：徒歩5分